# Décès en 858
Décès
- 854
- 855
- 856
- 857
- 858
- 859
- 860
- 861
- 862

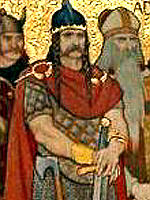
Kenneth Ier d'Écosse mort en 858.

Cette page dresse une liste de personnalités mortes au cours de l'année 858 :
- 13 janvier : Æthelwulf, roi de Wessex[1].
- 08 ou 13 février : Kenneth Ier d'Écosse[2], roi des Pictes et des Scots considéré comme le fondateur de la monarchie écossaise.
- 7 avril : Benoît III, pape.
- 7 octobre : Montoku, 55e empereur du Japon.

- Sedulius, poète, grammairien, commentateur des écritures, irlandais de langue latine.
- Li Shangyin, poète chinois.

date incertaine (vers 858)
- García Galíndez, comte d'Aragon.

## Crédit d'auteurs
- Cet article est partiellement ou en totalité issu de l'article intitulé « 858 » (voir la liste des auteurs).